# Arquitetura nazista

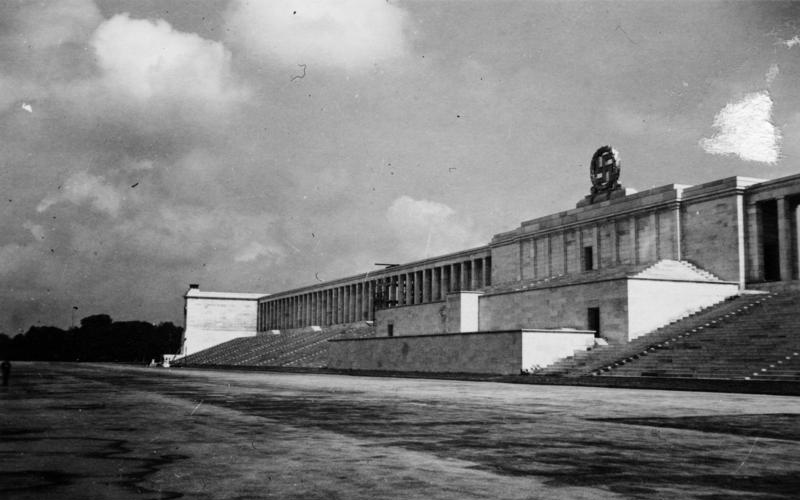
A tribuna do Zeppelinfeld em Nuremberga, onde era realizado o congresso anual do NSDAP.

A arquitetura nazista  refere-se à arquitetura oficial alemã sob o regime nacional-socialista. Este conceito tenta destacar uma série de características comuns na arquitetura comissionada pelo Estado e pelo partido nacional-socialista entre 1933 e 1945, e em projetos que resultaram dessas ordens.
Em geral, a arquitetura é de particular importância para os líderes políticos, especialmente para os líderes de Estados totalitários. A arquitetura é vista como uma maneira de influenciar os outros aspectos da vida dos cidadãos de seu Estado, para além daqueles que já controlam por meio de instituições totalitárias. A maioria desses regimes políticos, especialmente os mais novos, querem deixar sua marca, tanto no sentido físico como o emocional nos Estados em que assumiram o controle. Assim, a seus olhos, a construção de edifícios e monumentos é uma das formas mais eficazes de o conseguir.
Os nacional-socialistas acreditam que a arquitetura poderia desempenhar um papel importante na criação de sua nova ordem. Seus projetos visaram bens culturais e o rejuvenescimento espiritual na Alemanha sob o Terceiro Reich.

## A arquitetura segundo Adolf Hitler

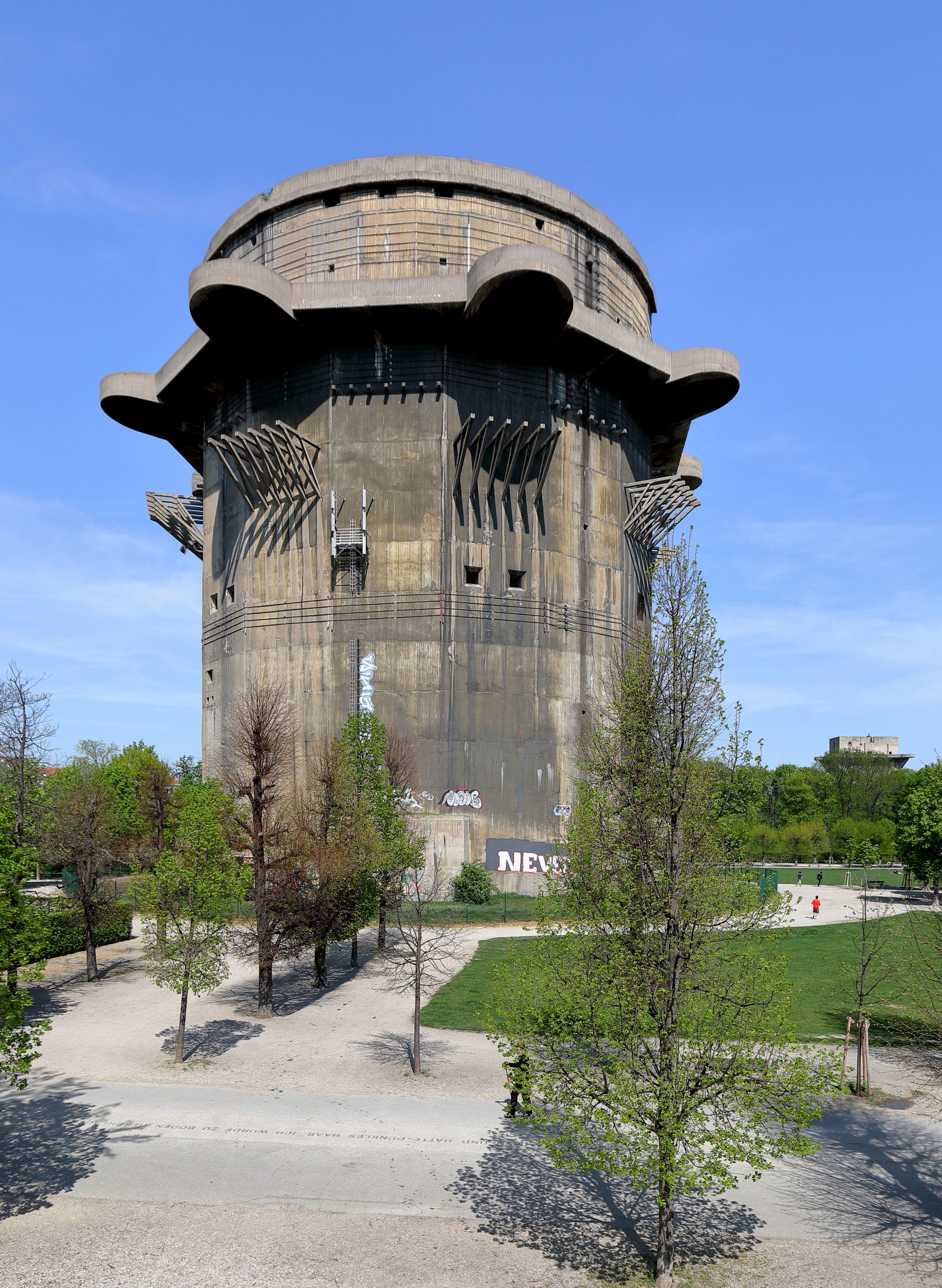
Torre Flak, em Viena.

Como com todos os aspectos da ditadura nazista, a arquitetura política do regime era determinada pelas escolhas e preferências pessoais de Adolf Hitler. De fato, tendo desejado integrar uma escola de arquitetura antes da Primeira Guerra Mundial, Hitler confiou a Speer a tarefa de desenhar os planos dos edifícios destinados a ampliar o Reich de 1933, com o objetivo de que este desenvolvimento arquitetônico público fosse um herdeiro da magnificência da arquitetura pública grega e romana.
- A ideia de que Paris era a cidade mais bonita do mundo era compartilhada por Hitler e ele queria superá-la[2].

Além disso, para Hitler, o tamanho de uma nação também se reflete no tamanho e na importância dos edifícios públicos, com as catedrais góticas sucedendo aos templos romanos e prédios públicos. Estes edifícios públicos concorrem com os edifícios privados, que colonizaram o espaço público, o que testemunha, segundo Hitler, a decadência da civilização que os produziu.. Essa importância, esse gigantismo, essa megalomania reflete, segundo o historiador Johann Chapoutot, não apenas o desejo de manifestar as aspirações do nazismo à hegemonia mundial, mas também o desejo de superar os edifícios romanos, que representavam, aos olhos de Hitler, o padrão da grandeza
Assim, a arquitetura preferida por Hitler destina-se a magnificar o povo alemão como um todo, como a arquitetura augusta, da qual ele se sente próximo.

## Fontes de inspiração da arquitetura de Adolf Hitler

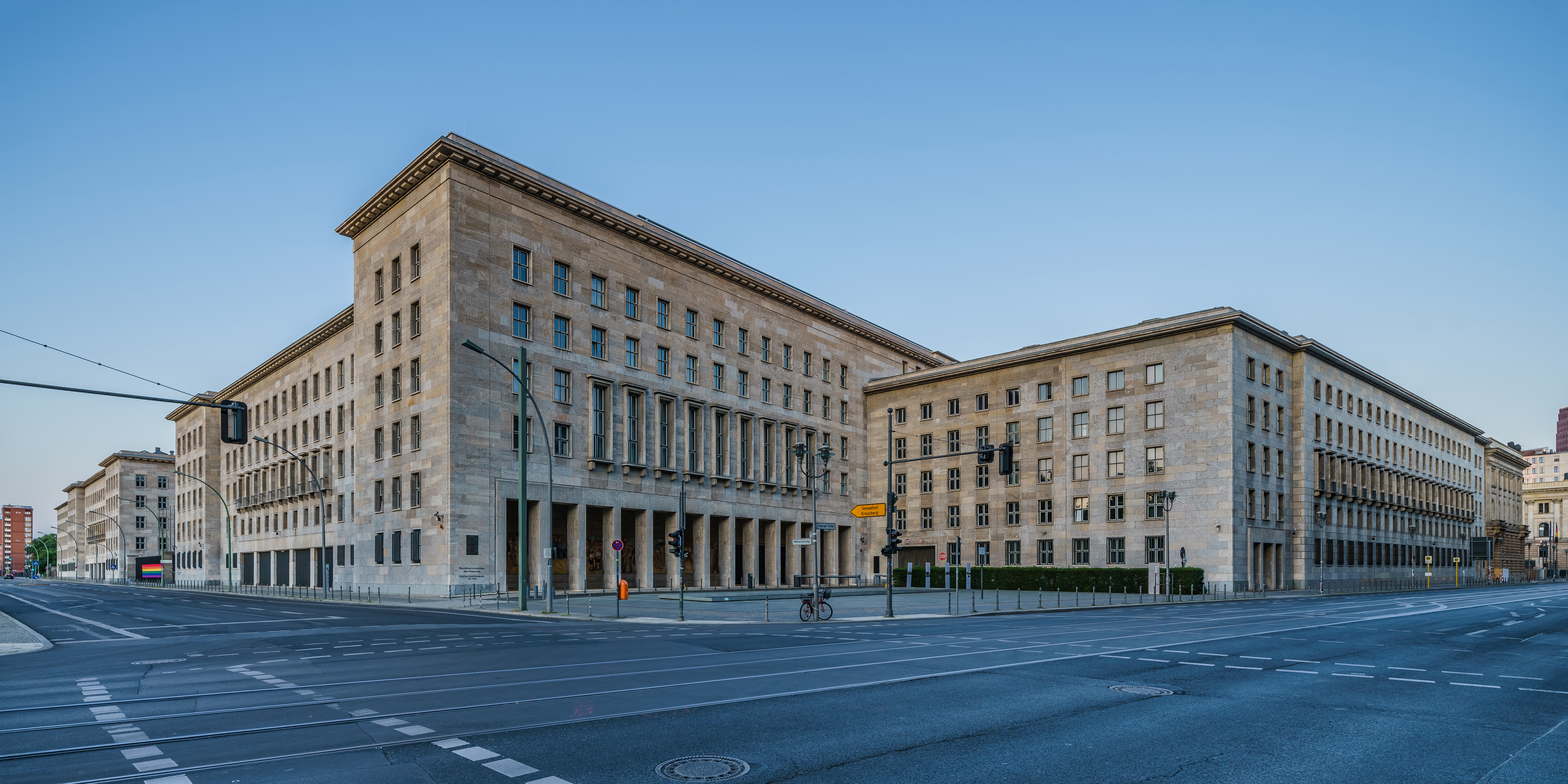
Ministério da Aviação em Berlim.

## Características da arquitetura nazista

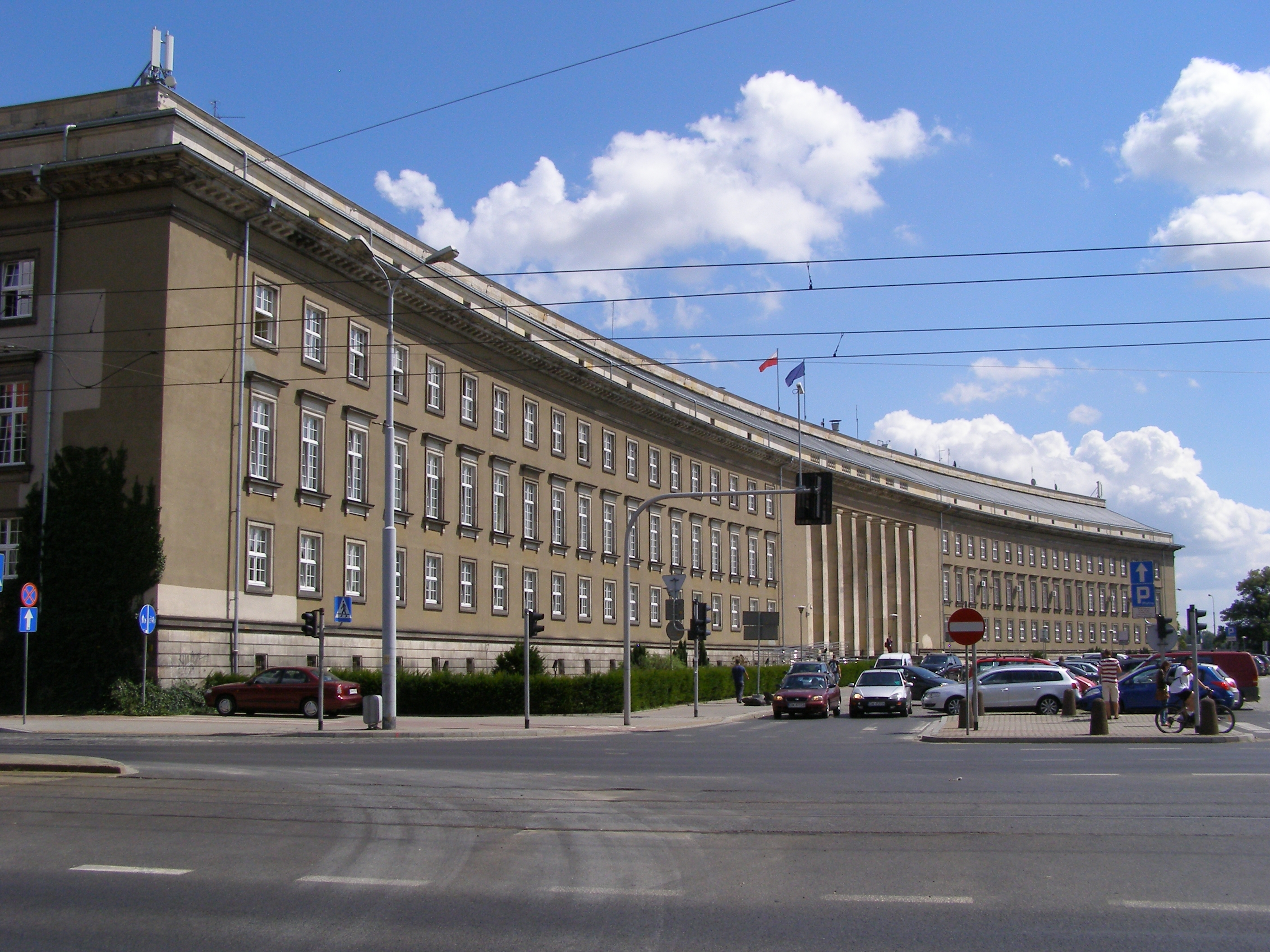
Escritório da Baixa Silésia em Breslávia.

### Ligação com o passado alemão

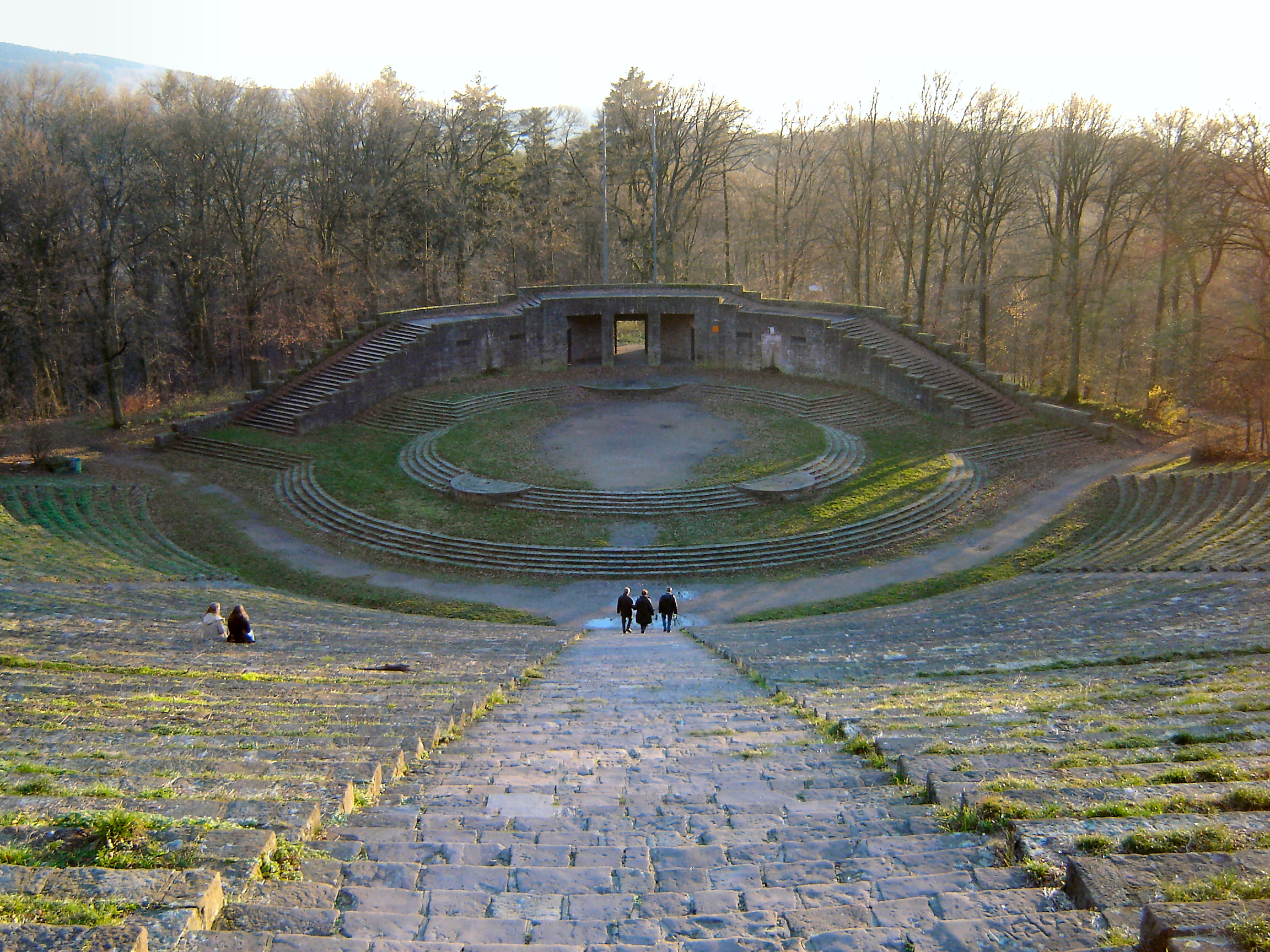
Thingplatz em Hedenbergito.

### A Grande Cúpula da Germania

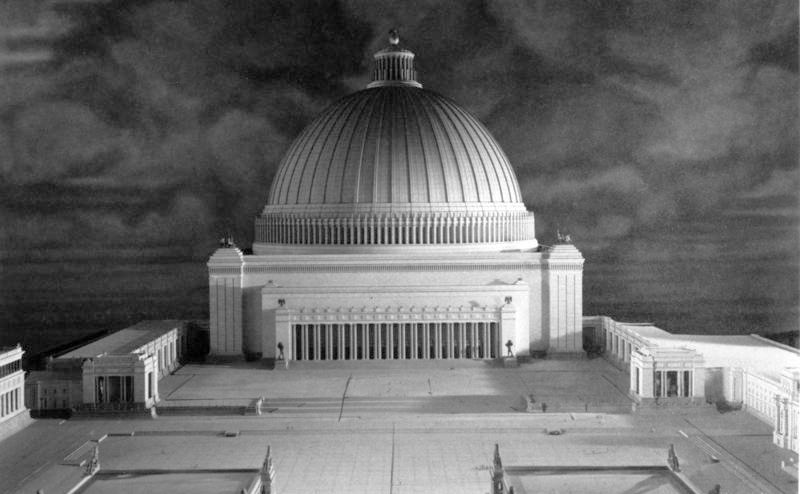
O grande Salão do Povo de Berlim.